# Tegenaria angustipalpis
Tegenaria angustipalpis är en spindelart som beskrevs av Levy 1996. Tegenaria angustipalpis ingår i släktet husspindlar, och familjen trattspindlar.
Artens utbredningsområde är Israel. Inga underarter finns listade i Catalogue of Life.